# 小梅美ゆ紀
小梅 美ゆ紀（こうめ みゆき）は、落語芸術協会に所属していた音曲師（俗曲）。東京都墨田区出身。紋は抱き茗荷。

## 経歴
墨田区立両国中学校、東京都立忍岡高等学校商業科を卒業後、劇団野ばらを経て1983年杉良太郎実践塾入所。その後、杉良プロを経てフリーの女優として商業舞台に出演。
- 1993年1月、春風亭柳昇に入門「春風亭 美由紀」[1]。
- 1995年、落語芸術協会所属。
- 2017年7月「小梅 美ゆ紀」に改名。
- 2021年8月発行の『東西寄席演芸家年鑑2』（東京かわら版）には名前と顔写真・プロフィールの記載があるが、2022年4月までに落語芸術協会のサイトから名前が削除される。
- 2022年4月　落語芸術協会退会。フリーの音曲師となる。
- 2023年7月　屋形船山田屋出演。
- 同11月　鎌倉田楽寄席出演。
- 同11月末　声帯ポリープ除去手術。

## 人物
ゲームデザイナーのとみさわ昭仁は両国中学校の同級生。